# Ponte de Westminster
A Ponte de Westminster (Westminster Bridge, em inglês) é uma ponte em arco sobre o rio Tâmisa em Londres, que conecta os boroughs Westminster e Lambeth. Foi inaugurada em 1862, após anos de embargo do Parlamento, e atualmente constitui a ponte mais antiga da cidade. Os arcos são tradicionalmente pintados de verde em referência à Câmara dos Comuns, sediada no Palácio de Westminster, vizinho à ponte. Situa-se entre a Ponte de Lambeth, tradicionalmente pintada de vermelho, e a Ponte Hungerford. No dia 22 de março de 2017, um homem atropelou 24 pessoas, causando 4 mortos e 20 feridos